# Pflegschloss Altdorf

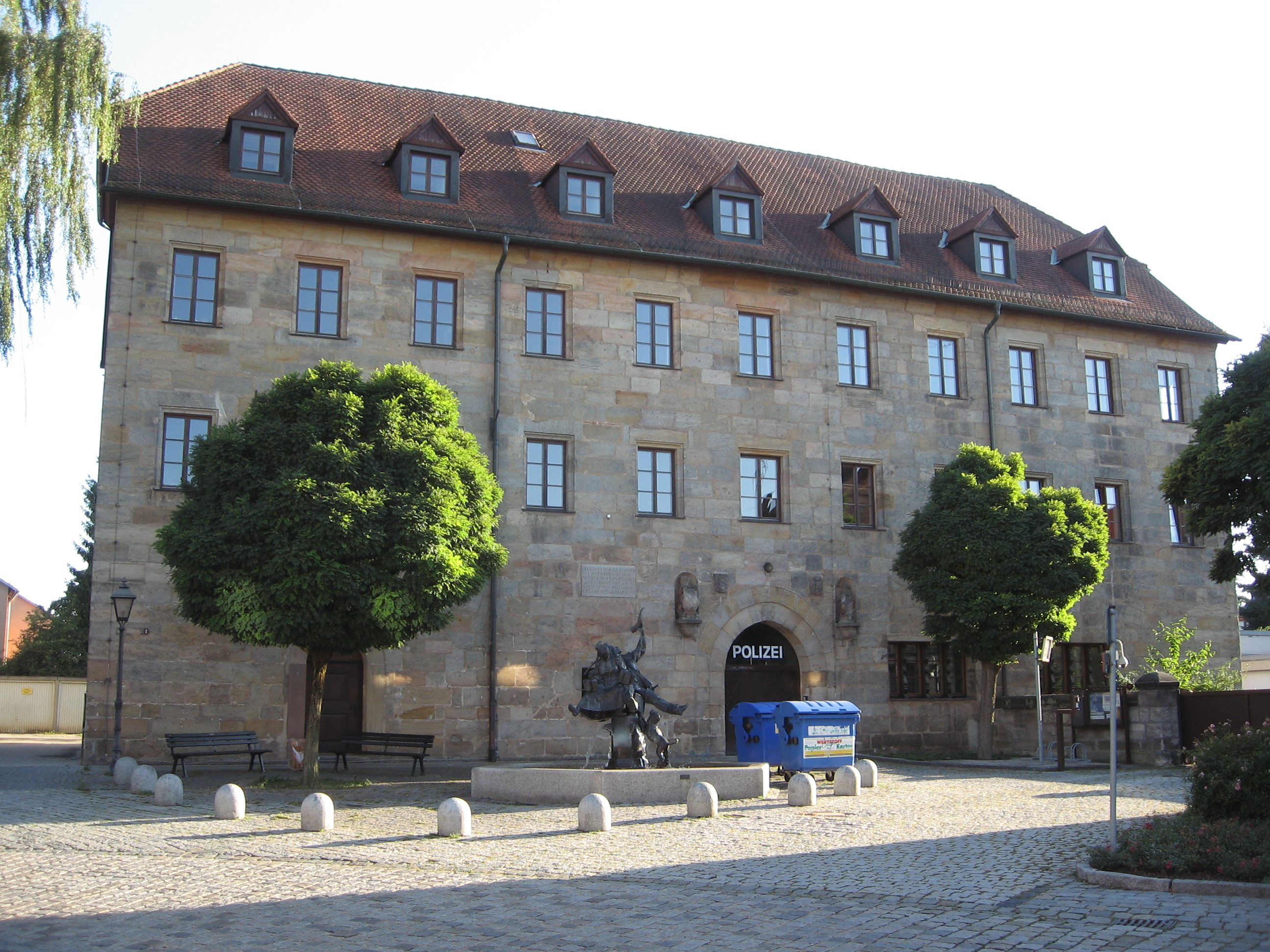
Das Pflegschloss Altdorf 2012

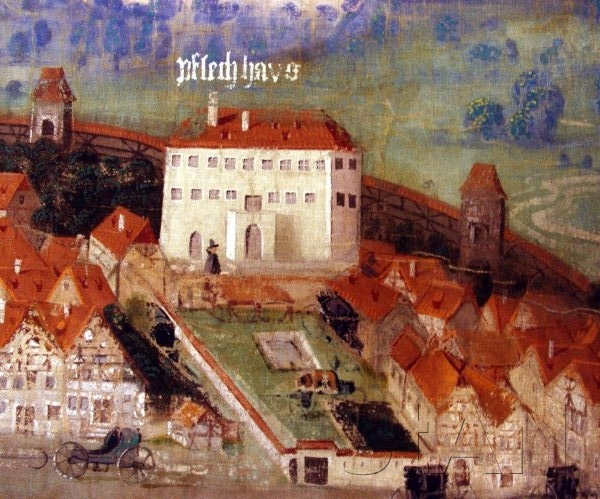
Das Pflegschloss um 1575

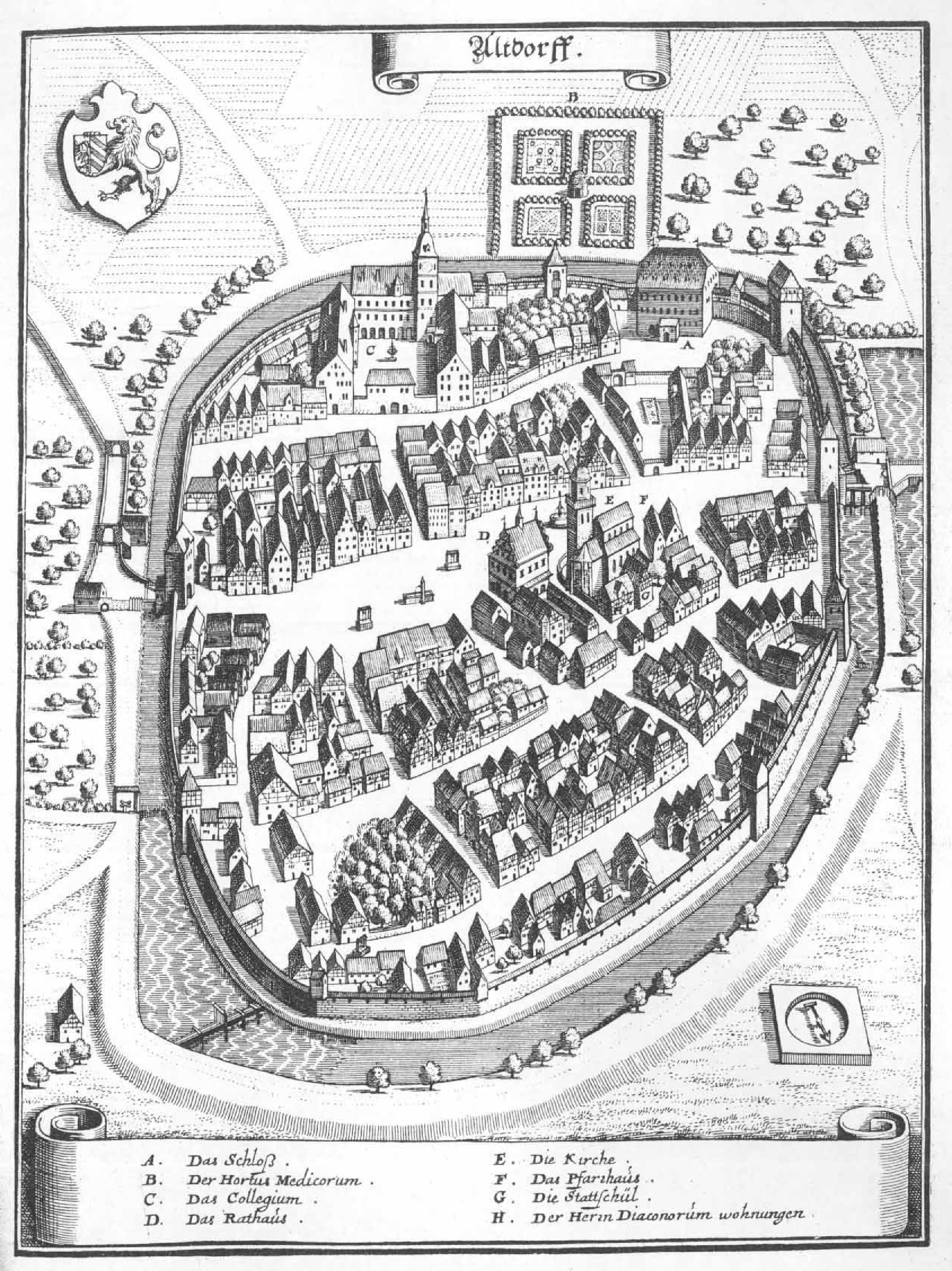
Darstellung aus dem Jahr 1656

Pflegschloss Altdorf ist der Name eines in Altdorf bei Nürnberg gelegenen Schlosses.

## Lage und Geschichte
Das ehemals reichsstädtische Pflegschloss befindet sich am Schlossplatz 7 in der Stadt Altdorf im Landkreis Nürnberger Land. Es geht zurück auf königliche Amtmänner zu Altdorf im 12. Jahrhundert. Der Amtssitz des 15. Jahrhunderts wurde 1553 zerstört und 1558 neu errichtet. Ab 1808 wurde es als bayerisches Landgericht Altdorf und 1862 als Amtsgericht Altdorf genutzt.

## Heutige Nutzung
Das Schloss wurde von 1946 bis 1965 für die Verwaltung des Landkreises Nürnberg genutzt. Seit 1971 dient es als Polizeiwache. Nachdem das Schloss von der Staatsbauverwaltung mehrfach veränderten Nutzungen angepasst wurde, ist davon auszugehen, dass sich im Innern kaum noch Bestand aus reichsstädtischer Zeit erhalten hat.

Das Gebäude ist vom Bayerischen  Landesamt für Denkmalpflege als Baudenkmal und Bodendenkmal ausgewiesen. 

## Königliche Amtmänner im Schloss Altdorf
- 1129: Marquard
- 1154: Amtmann aus dem Geschlecht der von Thann
- 1284: Ritter Ludwig zu Altdorf
- 1324: Konrad II. von Rohrenstadt (Richter in Altdorf)
- 1352: Georg von Strahlenfels
- 1358: Volkolt von Thann
- 1374: Georg Knauer
- 1396: Wilhelm von Raitenbuch
- 1399: Bertold Ratz von Eismannsberg (Altdorfer Pfleger)
- 1447: Ulrich von Freudenberg (Altdorfer Pfleger)
- 1500: Jörg von Mistelbach zu Lintach und Egensbach (Altdorfer Pfleger)